# زي دي اف
التلفزيون الألماني الثاني (بالألمانية: Zweites Deutsches Fernsehen) (يعرف اختصارًا: زي دي اف) هي محطة بث تلفزيونية ألمانية للقطاع العام مقرها ماينز (راينلاند بفالز). وهي مؤسسة مستقلة غير ربحية، وتأسست من قبل ثلاث ولايات فيدرالية الألمانية. تُموَّل من خلال رسوم الترخيص التلفزيونية وعائدات الإعلانات.

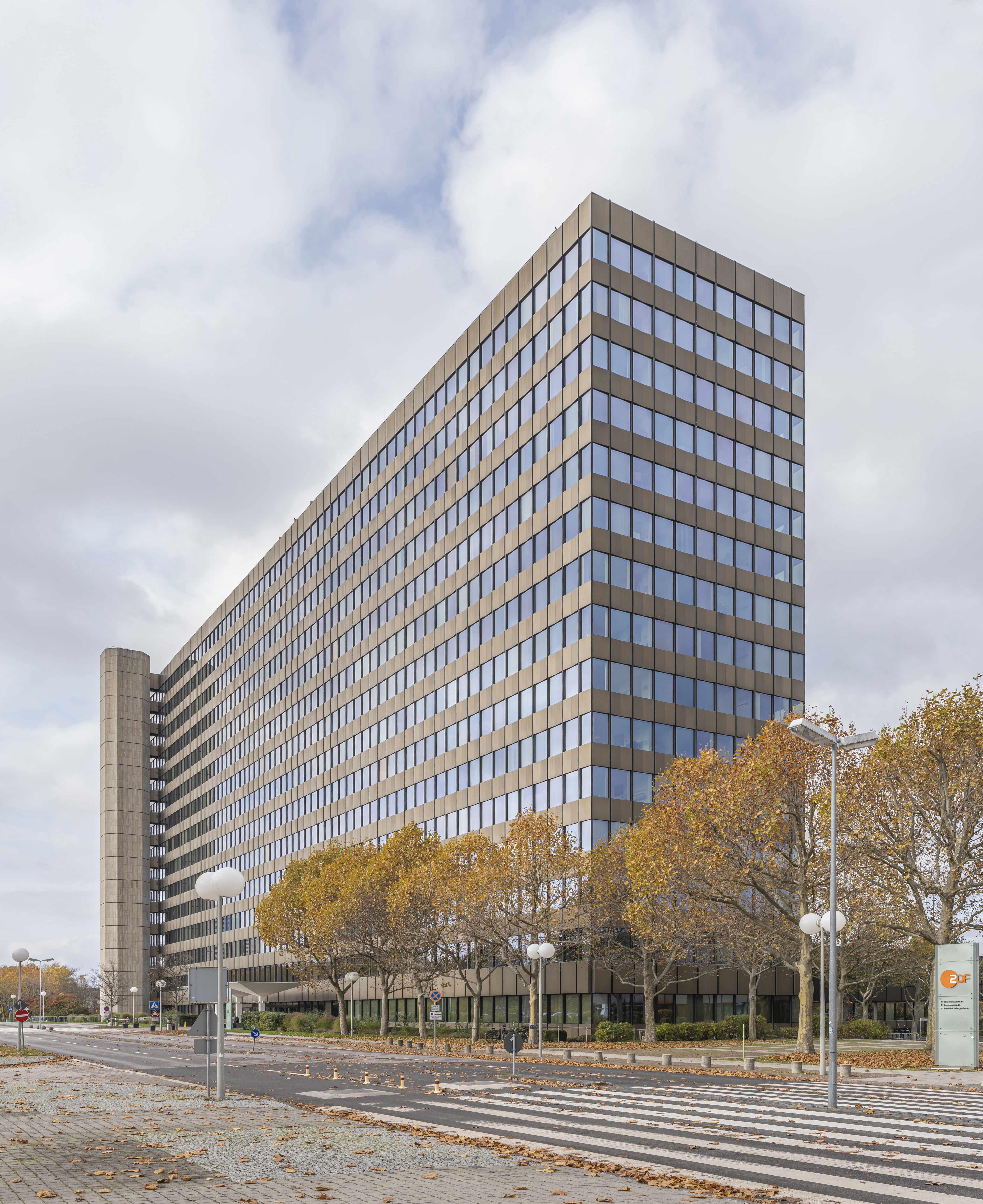
مقر ZDF في ماينز

## تأسيس المحطة
تأسست محطة التلفزيون الألماني الثاني (ZDF) في 1961 من قبل المعاهدة الاتحادية، وذلك تنفيذاً لخطة الحكومة الاتحادية الألمانية الغربية لإقامة قناة تلفزيونية تسيطر عليها الحكومة الاتحادية مما أحدث ضجة لاحقاً. وكان دستور ألمانيا الغربية في ذلك الوقت ينص أن تنظيم وسائل الإعلام والثقافة هو من اختصاص من الولايات الاتحادية (Bundesländer).

## بداية البث

شعارات ZDF القديمة

وبدأ بث المحطة من إشبورن قرب فرانكفورت في 1 نيسان 1963، وكان خطاب المدير العام الأول والدكتور كارل هولزمر هو أول ما تم بثه. بثت المحطة أول برنامج بالألوان عام 1967.
والمدير العام الحالي لمحطة التلفزيون الألماني الثاني (ZDF) منذ عام 2011 هو توماس بولت.

## العضوية
أصبحت محطة التلفزيون الألماني الثاني (ZDF) عضواً كاملاً في اتحاد البث الأوروبي في 1963. كما لديها العديد من اتفاقيات التعاون الفردي للبث في جميع أنحاء العالم.

## وصلات خارجية
- ZDF على موقع IMDb (الإنجليزية)
- ZDF على موقع الموسوعة البريطانية (الإنجليزية)
- ZDF على موقع ميوزك برينز (الإنجليزية)
- Official site (بالألمانية)

- Official site (بالإنجليزية)
- زي دي اف في قاعدة بيانات الأفلام على الإنترنت